# スタンド・バイ・ミー (ベン・E・キングの曲)
「スタンド・バイ・ミー」（Stand By Me）は、ベン・E・キングの楽曲で、1961年にアトコ・レコードからシングル盤として発売された。作詞作曲は、キングとジェリー・リーバーとマイク・ストーラーの共作で、チャールズ・アルバート・ティンドリーによって作曲された黒人霊歌「Load, Stand By Me」に触発されて書かれた。1986年に公開された同名の映画で主題歌として使用され、映画の宣伝のためにミュージック・ビデオが制作された。同年に再発売され、全英シングルチャートで第1位を獲得。
発売以降、ジョン・レノン、ブルース・スプリングスティーン、レディー・ガガ、忌野清志郎らによってカバーされており、カバー・バージョンの数は400を超える。

## 背景・制作
1960年、ベン・E・キングは、20世紀初頭にチャールズ・アルバート・ティンドリーが『詩編46』の「Therefore will not we fear, though the earth be removed, and though the mountains be carried into the midst of the sea（このゆえに、たとい地は変り、山は海の真中に移るとも、われらは恐れない。）」という記述を基に作曲した「Load, Stand By Me」に触発されて、「スタンド・バイ・ミー」を書いた。ドキュメンタリー『The History of Rock 'n' Roll』において、キングは当初本作をソロ楽曲としてレコーディングするつもりがなかったことを明かしている。本作は、当時キングが在籍していたドリフターズのために書き下ろされた楽曲であったが、バンドのマネージャーによって却下される。同グループ脱退後、本作を自身の楽曲とすることにした。
歌詞はキングとジェリー・リーバーによって書かれたもの。マイク・ストーラーは、2人が作詞作業を行っている最中に、ピアノでハーモニーを作り上げて曲の特徴となっているベースラインを考え出したと回想している。本作ではフィフティーズ進行というコード進行のパターンが使用されていて、このコード進行は本作の発売後「スタンド・バイ・ミー進行」として知られている。
1960年10月27日、キングはニューヨークにあるアトランティック・レコード・スタジオで「スタンド・バイ・ミー」のレコーディングを行った。本作の演奏者および担当楽器は以下のようになっている。
- ベン・E・キング - ボーカル
- アニー・ヘイズ - ピアノ
- ロイド・トロットマン（英語版） - ベース
- アル・カイオラ - ギター
- チャールズ・マクラッケン - ギター
- フィル・クラウス - パーカッション
- ロメオ・ペンケ - サクソフォーン
- スタンリー・アップルバウム（英語版） - ストリングス編曲
- ゲイリー・チェスター（英語版） - ドラム

「スタンド・バイ・ミー」は、1961年にシングルとして発売された後、『ビルボード』誌のHot R&B Sidesで第1位を獲得し、全英シングルチャートで最高位27位、Billboard Hot 100で最高位4位を記録。1986年に再発売され、全英シングルチャートで第1位を獲得し、年間チャートでは第7位を記録した。日本でもオリコン洋楽シングルチャートで1987年5月11日付から4週連続1位を獲得。
『ローリング・ストーンの選ぶオールタイム・グレイテスト・ソング500』（2004年版）では第122位にランクイン。BMI調べによる「20世紀にアメリカのテレビやラジオで最もオンエアされた100曲」のランキングでは、700万回以上のオンエアで4位にランクインされた。2012年12月28日にBBC Fourが放送した『ザ・リッチエスト・ソングス・イン・ザ・ワールド』で、音楽著作権で史上最も稼いだ曲の第6位に選出された。
2011年11月16日に発売されたアルバム『Dear Japan, 上を向いて歩こう』には、オリジナル・バージョンとともに日本語でのセルフカバー・バージョンも収録されている。

## チャート成績（ベン・E・キング版）

### 週間チャート
| チャート (1961年)            | 最高位 |
| ---------------------------- | ------ |
| カナダ (CHUM Hit Parade)     | 16     |
| UK シングルス (OCC)          | 27     |
| US Hot R&B Sides (Billboard) | 1      |
| US Billboard Hot 100         | 4      |
| US Cash Box Top 100 Singles  | 3      |

| チャート (1986年 - 1987年)            | 最高位 |
| ------------------------------------- | ------ |
| オーストラリア (Kent Music Report)    | 82     |
| オーストリア (Ö3 Austria Top 40)      | 7      |
| ベルギー (Ultratop 50 Flanders)       | 4      |
| ベルギー (Ultratop 50 Wallonia)       | 46     |
| Canada Top Singles (RPM)              | 1      |
| Canada Adult Contemporary (RPM)       | 2      |
| ヨーロッパ (European Hot 100 Singles) | 3      |
| フランス (SNEP)                       | 20     |
| アイルランド (IRMA)                   | 1      |
| 日本 (オリコン)                       | 49     |
| 日本 (オリコン洋楽シングルチャート)   | 1      |
| オランダ (Dutch Top 40)               | 7      |
| オランダ (Single Top 100)             | 7      |
| ニュージーランド (Recorded Music NZ)  | 82     |
| ノルウェー (VG-lista)                 | 9      |
| スウェーデン (Sverigetopplistan)      | 8      |
| スイス (Schweizer Hitparade)          | 3      |
| UK シングルス (OCC)                   | 1      |
| US Billboard Hot 100                  | 9      |
| US Adult Contemporary (Billboard)     | 10     |
| 西ドイツ (Official German Charts)     | 2      |

| チャート (2015年)    | 最高位 |
| -------------------- | ------ |
| 日本 (Japan Hot 100) | 24     |

| チャート (2022年)          | 最高位 |
| -------------------------- | ------ |
| ハンガリー (Single Top 40) | 40     |

### 年間チャート
| チャート (1961年)    | 順位 |
| -------------------- | ---- |
| US Billboard Hot 100 | 63   |

| チャート (1986年)        | 順位 |
| ------------------------ | ---- |
| Canada Top Singles (RPM) | 63   |

| チャート (1987年)                     | 順位 |
| ------------------------------------- | ---- |
| ベルギー (Ultratop Flanders)          | 79   |
| Canada Top Singles (RPM)              | 58   |
| ヨーロッパ (European Hot 100 Singles) | 23   |
| オランダ (Dutch Top 40)               | 91   |
| オランダ (Dutch Top 100)              | 91   |
| UK Singles (Official Charts Company)  | 4    |
| US Billboard Hot 100                  | 67   |
| 西ドイツ (Official German Charts)     | 21   |

### オールタイム・チャート
| チャート (1958年 - 2018年) | 順位 |
| -------------------------- | ---- |
| US Billboard Hot 100       | 496  |

## 認定（ベン・E・キング版）
| 国/地域                                                                                  | 認定        | 認定/売上数 |
| ---------------------------------------------------------------------------------------- | ----------- | ----------- |
| カナダ (Music Canada) フィジカルリリースでの売上による                                   | Gold        | 50,000^     |
| デンマーク (IFPI Danmark)                                                                | Gold        | 45,000      |
| イタリア (FIMI) 2009年以降の売上による                                                   | Gold        | 25,000      |
| 日本 (RIAJ) 1991年のフィジカルリリースでの売上による                                     | Platinum    | 100,000^    |
| 日本 (RIAJ) 着うたフル                                                                   | Gold        | 100,000*    |
| イギリス (BPI)                                                                           | 2× Platinum | 1,200,000   |
| United States デジタル配信での売上による                                                 |             | 1,639,489   |
| * 認定のみに基づく売上数 · ^ 認定のみに基づく出荷枚数 · 認定のみに基づく売上数と再生回数 |             |             |

## ジョン・レノンによるカバー
ジョン・レノンは、ニューヨークにあるレコード・プラント・イーストで1974年10月21日と25日の2回のセッションで、「スタンド・バイ・ミー」のカバー・バージョンを録音した。このカバー・バージョンは、アメリカで1975年2月17日、イギリスで2月21日にアップル・レコードから発売されたアルバム『ロックン・ロール』のA面2曲目に収録された。その後アメリカで3月10日、イギリスで4月18日に同作からシングル・カットされ、B面には「ようこそレノン夫人」（Move Over Ms. L）が収録された。同年には、BBCの音楽番組『The Old Grey Whistle Test』用に演奏が録画されている。
Billboard Hot 100では、1975年3月15日の週で初登場78位を記録し、その後4月26日の週で最高位20位を記録。全英シングルチャートでは、7週にわたってチャートインし、4週目で最高位30位を記録。カナダの『RPM』誌のシングルチャートでは、1975年5月24日の週から2週にわたって最高位13位を記録。
また、レノンは1974年3月に行われたハリー・ニルソンのアルバム『プシー・キャッツ』のセッションで、レノンと同じく元ビートルズのポール・マッカートニーやスティーヴィー・ワンダーらとともに「スタンド・バイ・ミー」を演奏している。当時の演奏は、1992年に流通した海賊盤『ア・トゥート・アンド・ア・スノア・イン・'74』に収録されている。
『ビルボード』誌は、レノンによるカバー・バージョンについて「オリジナル版以来の最高の出来」と評している。『ピッチフォーク』のライターであるマーク・ホーガンは、「アコースティック・ギターによるスタッカート奏法とレノンの熱意のあるボーカル」を引き合いに「ベン・E・キングの演奏よりも（ほんのわずかに）心に響く」と評している。ジャーナリストのロバート・ウェッブは、2013年に「最高のカバー・バージョン」の1つとして、レノンによるカバー・バージョンを挙げている。

### クレジット（ジョン・レノン版）
※出典
- ジョン・レノン - ボーカル、アコースティック・ギター
- ジェシ・エド・デイヴィス、ピーター・ジェイムソン - エレクトリック・ギター
- ケニー・アスチャー - ピアノ
- クラウス・フォアマン - ベースギター
- ジョセフ・テンパリー、フランク・ヴィカリ - サクソフォーン
- デニス・モラウズ - テナー・サクソフォーン
- ジム・ケルトナー - ドラム
- アーサー・ジェンキンス（英語版） - パーカッション

### チャート成績（ジョン・レノン版）
| チャート (1975年)                    | 最高位 |
| ------------------------------------ | ------ |
| オーストリア (Ö3 Austria Top 40)     | 19     |
| ベルギー (Ultratop 50 Wallonia)      | 43     |
| Canada Top Singles (RPM)             | 13     |
| ニュージーランド (Recorded Music NZ) | 11     |
| UK シングルス (OCC)                  | 30     |
| US Billboard Hot 100                 | 20     |
| US Cashbox Top 100                   | 20     |
| 西ドイツ (Official German Charts)    | 22     |

## プレイング・フォー・チェンジによるカバー
2002年、音楽プロデューサーのマーク・ジョンソンと映画プロデューサーのホイットニー・アン・クロエンケによって音楽チャリティープロジェクト『PLAYING FOR CHANGE』が立ち上げられた。ある日、カリフォルニア州サンタモニカを歩いていたジョンソンは、ストリートミュージシャンのロジャー・リドリー（2005年没）が「スタンド・バイ・ミー」を演奏しているのを耳にする。リドリーの演奏に感動したジョンソンは、機材を持ってくるからストリートで演奏しているところを録音させてほしい。その曲を持って世界中を回っていろんなミュージシャンの演奏を歌を足して編集したいんだと申し出た。ジョンソンは彼の歌声は本当に情熱的で説得力があって、しかも『スタンド・バイ・ミー』は普遍的な価値を持った曲なので、ロジャーによるこの曲から始まるコンビネーションがプロジェクトを始動させるのにもっとも相応しいとと語っている。その後、ジョンソンは50か国をめぐり、約1000人のミュージシャンの演奏を収録した。
完成したミュージック・ビデオは、ジョンソンが2008年10月にドキュメンタリー映画『Playing for Change: Peace Through Music』の宣伝のために出演した『Bill Moyers Journal』で取り上げられ、同年にニューヨークで開催されたトライベッカ映画祭で上映された。同年11月にプレイング・フォー・チェンジの公式YouTubeチャンネルで公開され、2009年5月に1000万回を超える再生回数を記録した。

## プリンス・ロイスによるカバー
プリンス・ロイスは、スペイン語の歌詞でバチャータ調にアレンジして「スタンド・バイ・ミー」をカバー。このカバー・バージョンは、2010年にシングルとして発売され、『ビルボード』誌のHot Latin Songsで最高位8位を記録し、Tropical Airplayで第1位を獲得した。ロイスによるカバー・バージョンは、ロ・ヌエストロ賞の「最優秀トロピカル・ソング賞」を受賞した。
ロイスは、2016年7月のフィリップス・アリーナ公演で男性ファンとともに本作を歌唱。その後、2017年のアムウェイ・センター公演や、2019年の「ヒューストン・ライブストック・ショー&ロデオ」、2020年の「民主党全国大会」でも演奏された。

### チャート成績（プリンス・ロイス版）
| チャート (2010年)                             | 最高位 |
| --------------------------------------------- | ------ |
| US Bubbling Under Hot 100 Singles (Billboard) | 9      |
| US Hot Latin Songs (Billboard)                | 8      |
| US Tropical Airplay (Billboard)               | 1      |
| US Latin Pop Airplay (Billboard)              | 9      |
| US Top Heatseekers (Billboard)                | 15     |

| チャート (2010年)                | 順位 |
| -------------------------------- | ---- |
| US Hot Latin Songs (Billboard)   | 16   |
| US Latin Pop Airplay (Billboard) | 25   |

## その他の主なカバー・バージョン

### 1960年代 - 1970年代
アドリアーノ・チェレンターノは、1962年にイタリア語バージョン「Pregherò」としてカバー。
元ボクシング世界ヘビー級王者モハメド・アリは、世界王者になる前の1963年に発表したスタジオ・アルバム『I Am The Greatest!』のB面で同曲をカバーし、Bubbling Under Hot 100 Singlesにチャートインした。
オーティス・レディングは、1964年に発売したアルバム『ペイン・イン・マイ・ハート』で本作をカバー。同年にはケニー・リンチによるカバー・バージョンも発売されており、こちらは全英シングルチャートに7週にわたってチャートインし、4週目に最高位39位を記録。1967年に発売されたシュパイダー・ターナーによるカバー・バージョンは、『ビルボード』誌のHo 100で最高位12位、R&Bシングルチャートで最高位3位、カナダの『RPM』誌のシングルチャートで最高位10位を記録。
デヴィッド・ラフィンとジミー・ラフィンは、1970年に発売したコラボレーション・アルバム『I Am My Brother's Keeper』でカバー。後にシングル・カットされ、『ビルボード』誌のHot 100において11月28日の週から2週連続で最高位61位を記録。また、同誌のソウル・シングルチャートでは11月21日の週で最高位24位を記録。

### 1980年代
ミッキー・ギリーは、1980年に公開された映画『アーバン・カウボーイ』の劇中歌としてカバー。ギリーによるカバー・バージョンは、『ビルボード』誌のHot Country Songsで第1位を獲得し、Hot 100で最高位22位を記録した。9月にカナダの『RPM』誌のカントリー・シングルチャートで最高位3位を記録し、翌月に同誌のシングルチャートで最高位51位を記録した。本作は、ギリーの代表曲の1つとされている。
モーリス・ホワイトは、1985年秋に発売したセルフタイトルのアルバムでカバー。同年にシングル・カットされ、『ビルボード』誌のR&B・シングルチャートで最高位6位、同誌のアダルト・コンテンポラリー・チャートで最高位11位を記録。また、カナダの『RPM』誌のアダルト・コンテンポラリー・チャートでは最高位5位、ニュージーランドのシングルチャートでは最高位8位を記録（その他のチャート成績は後述を参照）。
ジョン・レノンの息子であるジュリアン・レノンは、1985年春に行ったライブで本作を演奏しており、当時のライブ映像は映像作品『Stand By Me: A Portrait of Julian Lennon』に収録されている。1987年、忌野清志郎 & The Razor Sharpが3月の中野サンプラザ公演で演奏。6月5日に発売されたライブ・アルバム『HAPPY HEADS』には、同公演でのライブ音源が収録されている。同年にはU2が9月25日のジョン・F・ケネディ・スタジアム公演でブルース・スプリングスティーンとともに本作を演奏した。
アニタ・ムイは、1988年に発売したアルバム『夢裡共醉』でカバー。ムイによるカバー・バージョンは、香港国営ラジオ局RTHKと民放テレビ局TVBから「トップ10・ゴールド・ソング賞」の対象として選出された。2013年12月30日に開催されたムイ（2003年没）の追悼コンサート「梅艷芳。10。思念。音樂。會」では、ミリアム・ヨン、デニス・ホーらによってムイのカバー・バージョンにならったアレンジで披露された。

### 1990年代
1995年に公開された『ティモンとプンバァ 地球まるかじりの旅』には、ティモンとプンバァによる歌唱バージョンのミュージック・クリップが含まれている。歌詞がオリジナルから変更されている。
フォー・ザ・コーズは、1998年にデビュー・シングルとして本作をカバー。このシングルは、スイスのシングルチャートで第1位を獲得し、オーストリアのシングルチャートで最高位2位を記録（その他のチャート成績は後述を参照）。

### 2010年代
2011年9月24日に開催された「iHeartRadio Music Festival」（1日目）で、レディー・ガガとスティングが本作を歌唱。また、ガガは自身のツアーでピアノの弾き語りを披露したことがある。
フローレンス・アンド・ザ・マシーンは、2016年9月30日に発売されたスクウェア・エニックスのゲーム『ファイナルファンタジーXV』の主題歌としてカバー。このカバー・バージョンは、トレイラー映像でも使用されている。2016年8月12日に各種ストリーミング・サービスで『ソングス・フロム・ファイナルファンタジーXV』が発売され、本作のカバー・バージョンが2曲の新曲とともに収録された。フローレンス・アンド・ザ・マシーンによるカバー・バージョンは、『ビルボード』誌のHot Rock & Alternative Songsで最高位15位を記録。2017年2月1日にTwitchのライブストリーミング配信では、『ファイナルファンタジーXV』に声優として参加しているレイ・チェイス、アダム・クロアズデル、ロビー・デイモンドらが本作を歌唱した。
スカイラー・グレイは、2018年のバドワイザーのCMソングとして本作をカバー。このカバー・バージョンから発生する収益は、アメリカ赤十字社に寄付された。
キングダム・クワイアは、2018年5月19日に行われたヘンリー王子とメーガン・マークルの結婚式の結婚式で本作を歌唱。キングダム・クワイアによるカバー・バージョンは、『ビルボード』誌のHot Gospel Songsで第1位を獲得。全英シングルチャートでは最高位94位を記録。翌年にキングダム・クワイアの同名のデビュー・アルバムが発売され、本作も収録されている。
ウィーザーは、2019年にカバー・アルバム『ウィーザー (ティール・アルバム)』が発売され、同作の最後の楽曲として本作のカバー・バージョンが収録された。

### 2020年代
2020年4月19日（日本時間）に世界保健機構とグローバル・シチズン主催、レディー・ガガのキュレートのもとで行われたチャリティー・コンサート「One World: Together At Home」で、ジョン・レジェンドとサム・スミスが本作を歌唱。
2021年10月24日、スヌープ・ドッグがボストンで開催されたコンサートで、同日の夜に70歳で死去した母親への追悼として観客とともに本作を歌唱。

### チャート成績（その他）

#### ミッキー・ギリー版
| チャート (1980年)                 | 最高位 |
| --------------------------------- | ------ |
| Canada Top Singles (RPM)          | 51     |
| Canada Country Tracks (RPM)       | 3      |
| US Billboard Hot 100              | 22     |
| US Adult Contemporary (Billboard) | 3      |
| US Hot Country Songs (Billboard)  | 1      |

#### モーリス・ホワイト版
| チャート (1985年)                    | 最高位 |
| ------------------------------------ | ------ |
| Canada Adult Contemporary (RPM)      | 5      |
| オランダ (Single Top 100)            | 38     |
| ニュージーランド (Recorded Music NZ) | 8      |
| US Billboard Hot 100                 | 50     |
| US Adult Contemporary (Billboard)    | 11     |
| US Hot R&B/Hip-Hop Songs (Billboard) | 6      |

#### フォー・ザ・コーズ版
| チャート (1998年)                    | 最高位 |
| ------------------------------------ | ------ |
| オーストラリア (ARIA)                | 28     |
| オーストリア (Ö3 Austria Top 40)     | 2      |
| ベルギー (Ultratip Flanders)         | 4      |
| ベルギー (Ultratop 50 Wallonia)      | 6      |
| フランス (SNEP)                      | 14     |
| ドイツ (GfK Entertainment charts)    | 2      |
| オランダ (Dutch Top 40)              | 6      |
| オランダ (Single Top 100)            | 6      |
| ニュージーランド (Recorded Music NZ) | 3      |
| スウェーデン (Sverigetopplistan)     | 6      |
| スイス (Schweizer Hitparade)         | 1      |
| UK シングルス (OCC)                  | 12     |
| US Billboard Hot 100                 | 82     |

| チャート (1998年)                    | 順位 |
| ------------------------------------ | ---- |
| オーストリア (Ö3 Austria Top 40)     | 8    |
| ベルギー (Ultratop Wallonia)         | 33   |
| ドイツ (Official German Charts)      | 7    |
| オランダ (Dutch Top 40)              | 27   |
| オランダ (Single Top 100)            | 36   |
| ニュージーランド (Recorded Music NZ) | 28   |
| スウェーデン (Sverigetopplistan)     | 33   |
| スウェーデン (Schweizer Hitparade)   | 10   |

#### フローレンス・アンド・ザ・マシーン版
| チャート (2016年)                           | 最高位 |
| ------------------------------------------- | ------ |
| ベルギー (Ultratop 50 Flanders)             | 2      |
| ベルギー (Ultratip Wallonia)                | 23     |
| フランス (SNEP)                             | 162    |
| US Hot Rock & Alternative Songs (Billboard) | 15     |

| チャート (2016年)            | 順位 |
| ---------------------------- | ---- |
| ベルギー (Ultratop Flanders) | 79   |

#### キングダム・クワイア版
| チャート (2018年)               | 最高位 |
| ------------------------------- | ------ |
| UK シングルス (OCC)             | 94     |
| US Hot Gospel Songs (Billboard) | 1      |

### 認定（フォー・ザ・コーズ版）
| 国/地域                                             | 認定     | 認定/売上数 |
| --------------------------------------------------- | -------- | ----------- |
| ベルギー (BEA)                                      | Gold     | 25,000*     |
| ドイツ (BVMI)                                       | Platinum | 500,000^    |
| スウェーデン (GLF)                                  | Gold     | 15,000^     |
| スイス (IFPI Switzerland)                           | Gold     | 25,000^     |
| * 認定のみに基づく売上数 ^ 認定のみに基づく出荷枚数 |          |             |